# Zagospodarowanie lasu
Zagospodarowanie lasu jest to działalność człowieka zmierzającą do unormowania i usystematyzowania w miejscu oraz czasie czynności gospodarczych w lesie w sposób umożliwiający trwałe zaspokajanie potrzeb społeczeństwa, w tym głównie w zakresie surowców drzewnych, z uwzględnieniem ochronnej roli lasu.
Oprócz wyżej wymienionych, ogólnych  celów jakie postawiono przed gospodarką leśną, dla każdego gospodarstwa leśnego (nadleśnictwa i leśnictwa) ustala się osobne, szczegółowe zadania. Zadania te wynikają z możliwości produkcyjnych siedlisk leśnych, albo też ze specyficznych potrzeb w zakresie produktów leśnych, unikalnego znaczenia lasu dla klimatu, gleby, regulacji stosunków wodnych, wpływu na zdrowotność drzew i drzewostanów. Zagospodarowanie lasu jest więc pojęciem ściśle związanym z użytkowaniem lasu i urządzaniem lasu.
Realizacja tak wytyczonych celów i szczególnych zadań gospodarki leśnej jest możliwa przez zastosowanie zróżnicowanych sposobów zagospodarowania lasu. Każdy sposób zagospodarowania lasu powinien opierać się na założeniach i podstawach naukowych, sprawdzonych doświadczalnie. Założenia te muszą uwzględniać zarówno czynniki przyrodnicze jak i czynniki ekonomiczne produkcji leśnej.
Do czynników przyrodniczych zalicza się takie elementy jak: siedlisko, wymagania siedliskowe i granice naturalnego zasięgu drzew, współżycie i współzależności drzew i różnych formacji roślinnych w zespole leśnym, biocenozę leśną, wpływ lasu na stan gleby i klimat oraz stosunki wodne. 
Do czynników ekonomicznych zalicza się takie zasady zagospodarowania lasu, które zmierzają do zoptymalizowania produkcji leśnej i lepszego zaspokojenie aktualnych potrzeb odbiorców, a więc dążenie do skrócenia rębności drzew, wprowadzenia gatunków szybko rosnących, koncentrację zrębów w celu większego zmechanizowania prac związanych z wyrębem i wywozem drewna. 
Biorąc pod uwagę wszystkie wymienione aspekty zagospodarowania lasu, najogólniej można by je zdefiniować jako: zespół powiązanych ze sobą metod odnawiania lasu i dostosowanego do nich rodzaju cięć.
W zagospodarowaniu lasu przyjęto trzy metody zagospodarowania lasu:
- metodą zrębową polegająca na jednoczesnym wycięciu wszystkich drzew na określonej powierzchni (zrębie), na której powstaje następnie drzewostan zwykle równowiekowy, jednogatunkowy i jednopiętrowy.
- metodą przerębową polegającą na wycinaniu w drzewostanie drzew pojedynczo lub grupowo, bez ingerencji w strukturze lasu.
- metodą zrębowo-przerębowa powstałą w wyniku doświadczeń w praktycznym zastosowaniu dwóch powyższych metod, próbie wyeliminowania ich błędów i wad. Pośrednie sposoby zagospodarowania lasu opracował Stanisław Sokołowski, noszą nazwę rębni.

W języku potocznym rębnię określa się jako sposób lub metoda użytkowania lasu.